# Simon Peter von Rothstein
Simon Peter Rothstein, upphöjd i tysk-romerskt riksadligt stånd under namnet von Rothstein, född 16 juni 1730 i Stockholm, död 31 augusti 1806 i Stockholm, var en svensk grosshandlare, skeppsredare, brukspatron och godsägare.
Rothstein studerade som ung hos handelshuset Hope & Co i Amsterdam och sedan hos handelshuset Baer i Åbo varefter han erhöll burskap som grosshandlare i Stockholm 1758 och antogs samma dag vid borgerskapets Carabiner Corps (borgerskapets kavallerikår). Han drev tillsammans med sin svärfar Anders Baer grosshandelfirman Baer & Rothstein i Åbo under 1760-talet och var därvid delägare i ett flertal skepp, rikets största tobaksspinneri, ett sockerbruk och flera sågar på landsbygden. I och med Rothsteins inträde blev Baer & Rothstein den största handelsfirman i Åbo och dominerade i stort sett utrikeshandeln i Åbo. Han var även ägare till ett stenhus under nr 1 i Norra kvarteret invid Domkyrkobron i Åbo, känt som den Rothsteinska gården i Åbo, samt Ramsö utanför Vaxholm 1766-1774  och Qvidja frälsegård i Pargas socken utanför Åbo 1769-1777.
Efter svärfaderns död 1770 lämnade Rothstein successivt verksamheten i Åbo och med försäljningen av Qvidja gård flyttade han över till Stockholm och ingick kompanjonskap med sin svåger Joachim Daniel Wahrendorff under firma Wahrendorff & Co varvid han samma år köper Aspa, Algrena och Åboholms bruk med flera underlydande bruk i Närke län och Skaraborgs län samt Bjurfors bruk i Västmanland. Reste för bolagets räkning med familjen till Amsterdam, Calais och Marseille 1789-1790. Han anges som handlande i de fyra världsdelarna och var delägare i Svenska Ostindiska kompaniet, Generaltullarrendesociteten, Generalassistanskontoret och Grönländska kompaniet. Han var även ägare till Västlandaholms säteri i Västmanland, Eka och Forsa säterier i Uppland samt ett stenhus nr 31 i kvarteret Glasbruket nedre i Stadsgården i Stockholm från 1772, det så kallade Rothsteinska huset, malmgården Lottendal i kvarteret Göken på Kungsholmen från 1774 och Stora och Lilla Nyckelviken i Nacka 1780-1798.
Rothstein gav stora donationer till Serafimerlasarettet i Stockholm och till en fond för fattiga i Hamburg.
Rothstein utnämndes av kung Adolf Fredrik till hovintendent 1769, upphöjdes av kejsaren Joseph II i tysk-romerskt riksadligt stånd 1782 under namnet von Rothstein samt utnämndes av kung Gustaf III till kommerseråd 1785.